# Qianqing (köpinghuvudort i Kina, Zhejiang Sheng, lat 30,13, long 120,41)
Qianqing är en köpinghuvudort i Kina. Den ligger i provinsen Zhejiang, i den östra delen av landet, omkring 27 kilometer sydost om provinshuvudstaden Hangzhou. Antalet invånare är 107 821. Befolkningen består av 52 635 kvinnor och 55 186 män. Barn under 15 år utgör 12,0 %, vuxna 15-64 år 81 %, och äldre över 65 år 6,0 %.
Runt Qianqing är det tätbefolkat, med 613 invånare per kvadratkilometer. Qianqing är det största samhället i trakten. I omgivningarna runt Qianqing växer huvudsakligen savannskog.
Genomsnittlig årsnederbörd är 1 869 millimeter. Den regnigaste månaden är juni, med i genomsnitt 328 mm nederbörd, och den torraste är november, med 74 mm nederbörd.